# クライストチャーチ大聖堂 (リスバーン)

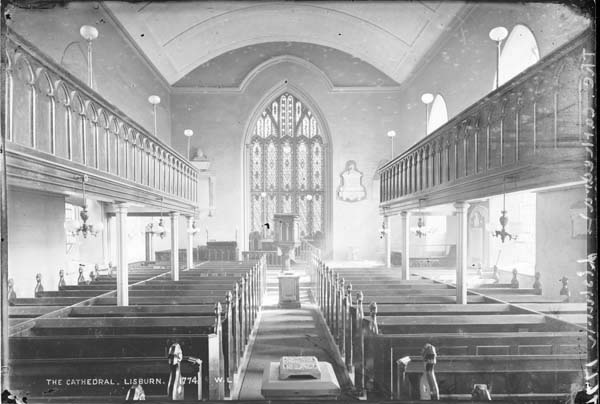
リスバーン主教座聖堂の内観

クライストチャーチ大聖堂（クライストチャーチだいせいどう、英語：Christ Church Cathedral, Lisburn、別名：リスバーン主教座聖堂）は、アイルランド聖公会コナー教区にある教会堂で、アーマー州教会管区内にある北アイルランドのリスバーンにある。以前はセント・トーマス教会と呼ばれていたが、現在は教区にある2つの大聖堂のひとつであり、もうひとつが聖アンナ大聖堂である。この大聖堂の首席司祭とリスバーン主教座聖堂参事はアントリム県ケルズにある本来の大聖堂に敬意を表したセント・セイヴィア教会の首席司祭と参事としても知られる。
現在の建物は、前身の建物が全焼した後の1708年に開設した。特筆すべき特徴といえば身廊内にあるギャラリーと八角形の尖塔であろう。
尖塔は55メートル (180 ft)の高さがあり、リスバーン市で最も高く、最も有名な建物である。

## 歴史
教会は1600年代初期にフルク・コンウェイ卿により大聖堂の敷地内に、のちにリスナガーベイと呼ばれる場所にある新しい城のための安らぎのチャペルとして建設された。1623年に聖別され、トーマス卿に奉納されたが、1641年のアイルランド反乱で多くの町とともに破壊されてしまった。
この教会は即座に再建され、1662年にトーマス卿はイングランド王チャールズ2世により教会堂とダウン県・コナー統一教区の主教に任命され、教会はクライストチャーチ大聖堂と改名された。1674年に追加導入されたギャラリー席は鐘楼を経由して行くことができた。
1707年に大聖堂は2回目の全焼に見舞われた。1708年に即刻再建が開始され、11年後の1719年に完成を見た。再建された大聖堂には火災を逃れた塔を経由した身廊内のギャラリーが保存されている。八角形の尖塔は1804年に追加され、1889年に内陣が建てられ聖別された。2003年度に1796年製の正門が交換され、2004年に時計のチャイムが改造された。

### 婦人参政権論者の暴動
1914年7月31日、抗議した婦人参政権論者たちが大聖堂を襲い、小規模な爆発が大聖堂で最も古いステンドグラスの1枚を吹き飛ばした。襲撃後にリリアン・メトジェ（セイモア通りに住んでいた中流階級の未亡人）の自宅で逮捕された4人の女性は逮捕の際に警察の警護を受けなければならなかった。メトジェ夫人宅のすべての窓は彼女たちの行動に反発した住民らによって壊され、政府は損害賠償金を支払う比率を引き上げると脅した。第一次世界大戦勃発により賠償金の支払いが押しつけられることはなく、彼女たちは内務大臣の権限で釈放された。